# William-Herschel-Teleskop
Das William-Herschel-Teleskop (kurz WHT) ist ein optisches Nahinfrarot-Spiegelteleskop mit einem Spiegeldurchmesser des Primärspiegels von 4,20 m. Es steht am Roque-de-los-Muchachos-Observatorium auf der zu Spanien gehörenden Kanarischen Insel La Palma. Das Teleskop, benannt nach dem deutsch-britischen Astronomen und Musiker Wilhelm Herschel, ist dort Teil der Isaac Newton Group. Finanziert wird es von Forschungsräten aus dem Vereinigten Königreich, den Niederlanden und Spanien.
Zur Zeit des Baus 1987 war das WHT das drittgrößte Spiegelteleskop der Welt mit Einzelspiegel. Es ist derzeit das zweitgrößte Teleskop in Europa und war das letzte Teleskop, das durch Grubb Parsons in ihrer 150-jährigen Geschichte konstruiert wurde.
Das WHT ist mit einem breiten Spektrum an Instrumenten ausgerüstet, die sowohl im optischen wie nahinfraroten Spektralbereich operieren.
Diese werden von Astronomen und Astrophysikern genutzt, um ein ebenso breites Spektrum an astronomischer Forschung durchzuführen. Mit dem WHT wurde unter anderem der erste Beweis für ein supermassereiches Schwarzes Lochs (Sgr A*) im Zentrum der Milchstraße geführt und mit ihm gelang die erste optische Identifikation eines Gammablitzes. Das Teleskop hat 75 % klare Nächte, mit einem mittleren Seeing von 0,7".

## Geschichte
Das WHT wurde zunächst in den späten 1960er Jahren konzipiert, in der gleichen Zeit als auch das 3,9 m Anglo-Australian Telescope (AAT) entworfen wurde. Die britische astronomische Gemeinschaft sah die Notwendigkeit für ein Teleskop vergleichbarer Stärke auch auf der nördlichen Hemisphäre. Speziell sollte es auch als optisches Pendant zu den radioastronomischen Durchmusterungen des Jodrell Bank Observatory und des Mullard Radio Astronomy Observatory dienen, beide im Vereinigten Königreich verortet.
Anlässlich der Fertigstellung des AAT im Jahr 1974 begann das Britische Science and Engineering Research Council die Planung dreier Teleskope in der nördlichen Hemisphäre inzwischen bekannt als die Isaac Newton Group of Telescopes, kurz auch ING. Die Teleskope sollten Hauptspiegeldurchmesser von 1 Meter (das jetzige Jacobus-Kapteyn-Teleskop), 2,5 Meter (das entsprechende Isaac-Newton-Teleskop wurde von seiner ursprünglichen Lokation in Herstmonceux Castle umgesiedelt) und ursprünglich 4,5 Meter (jetzt 4,2) erhalten.
Als neuer Standort wurde das in 2.344 m Höhe gelegene Observatorio del Roque de los Muchachos auf der Insel La Palma der Kanarischen Inseln gewählt.
Das Projekt wurde durch das Royal Greenwich Observatory (RGO) geleitet, das auch bis 1998 den Betrieb innehatte, bis es selbst geschlossen wurde. Von da an wurde die ING eigenständig verwaltet.
Um 1979 wäre das Projekt des größten der drei Teleskope aufgrund eines sich aufblähenden Budgets beinahe eingestellt worden, konnte aber durch Verkleinerung auf ein 4,2-m-Teleskop gerettet werden. Ein Tiger Team wurde zusammengestellt, um die Kosten wieder in den Griff zu bekommen; das Redesign reduzierte die Kosten um 45 %. Die hauptsächliche Einsparung ging dabei auf eine Reduktion der Brennweite zurück, was es einerseits ermöglichte eine kleinere Kuppel zu nutzen, anderseits wurden nicht-essentielle Funktionen des Teleskops in ein Zusatzgebäude mit günstigeren Baukosten ausgelagert. Im gleichen Jahr wurde das Isaac-Newton-Teleskop ins Observatorio del Roque de los Muchachos umgesiedelt und wurde das erste der drei der Isaac Newton Group of Telescopes. 1981 beteiligte sich das Nederlandse Organisatie voor Wetenschappelijk Onderzoek (NWO) mit 20 % an den Projektkosten des WHT und die Freigabe für Projekt konnte erteilt werden. Anlässlich des in diesem Jahr stattfindenden 200-jährigem Jubiläum der Entdeckung des Uranus durch William Herschel wurde entschieden, es zu seinen Ehren nach ihm zu benennen.
Gebaut wurde das WHT von der Firma Grubb Parsons. Es war das letzte Teleskop in ihrer 150-jährigen Geschichte. Die Arbeit daran begann 1983 in ihrer Werkstatt in Newcastle-upon-Tyne. 1985 wurde es nach La Palma als Seefracht überführt. Die beiden anderen Teleskope begannen ihren Betrieb im Jahr 1984.
Das WHT sah sein Erstes Licht am 1. Juni 1987; es war das drittgrößte Teleskop der Welt seinerzeit.
Die Gesamtkosten inklusive der Kuppel und des kompletten Satzes an anfänglichen Instrumenten beliefen sich auf 15 Millionen £; berücksichtigt man die Inflation, blieb man also noch innerhalb des Budgets.

## Aufbau

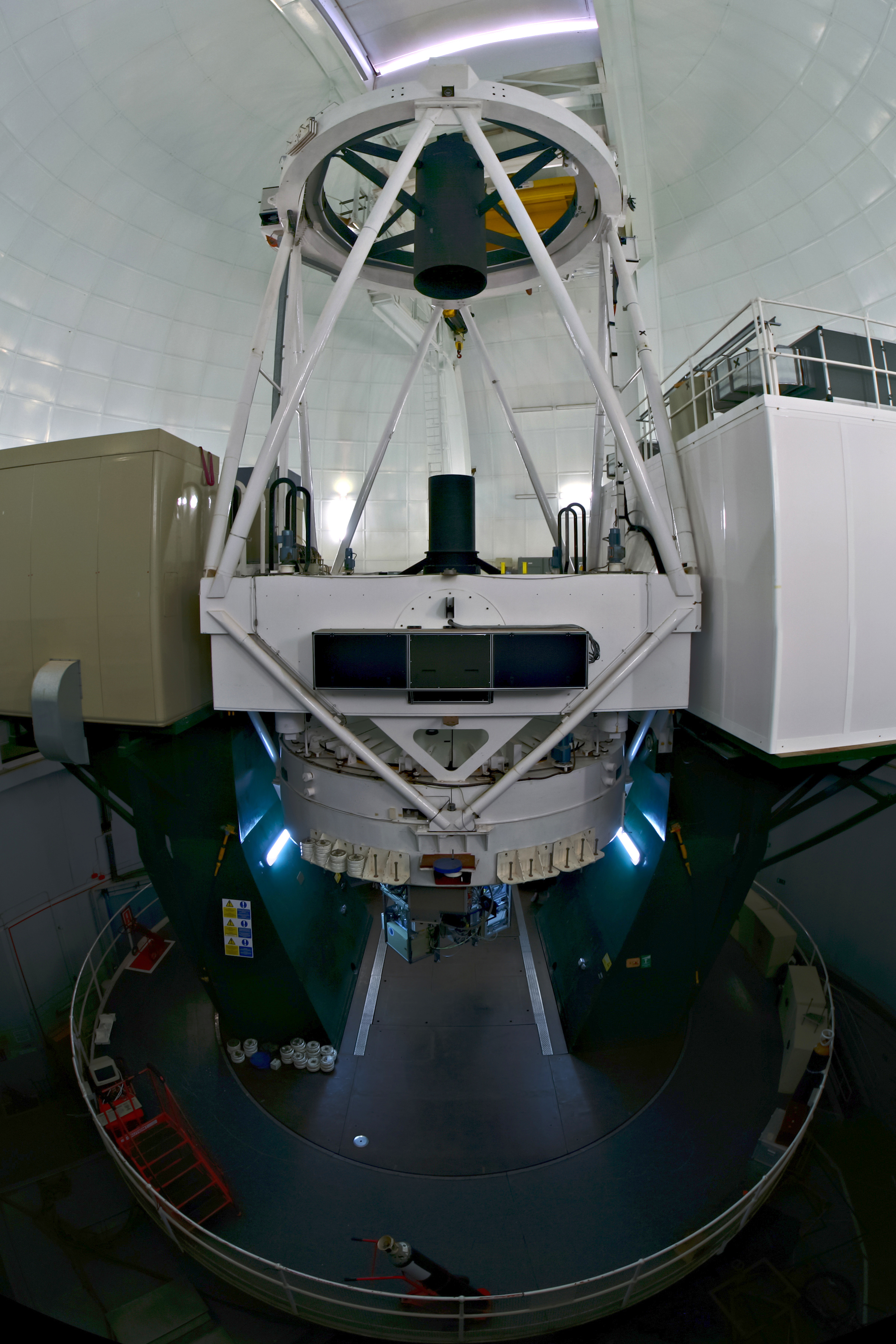
Das William-Herschel-Teleskop im Inneren seiner Kuppel. Die beiden schwarzen Röhren sind Lichtablenkplatten, die beiden großen Gehäuse links und rechts sind die Nasmyth-Plattformen, die Instrumente am Cassegrain-Fokus sind am Boden zu sehen, und die drei schwarzen Kästen in der Mitte beherbergen die Kalibrierungslampen am Cassegrain-Reflektor.

### Optik
Das Teleskop besteht aus einem f/2,5-Primärspiegel mit 4,2 Meter Durchmesser, hergestellt durch das Unternehmen Owens-Illinois aus Cer-Vit, einer Glaskeramik mit vernachlässigbarer Wärmeausdehnung und geschliffen durch Grubb Parsons. Der Rohling wurde 1969 als einer in einem Satz von vier Spiegeln produziert, die anderen waren für das AAT, das CFHT und das Blanco, und wurde schließlich 10 Jahre nach Fertigstellung 1979 für das WHT angeschafft.
Der Primärspiegel ist ein stabiler, dicker Einzelspiegel ohne aktive Optik. Sein Gewicht beträgt etwa 16,5 Tonnen. Getragen wird der Hauptspiegel durch einen Satz von 60 pneumatischen Zylindern. Selbst unter höchster Belastung mit Blickrichtung auf den Horizont verzieht sich der Spiegel um maximal 50 nm; während des Normalbetriebs entsprechend deutlich weniger.
In seiner üblichen Konfiguration wird mit dem aus Zerodur bestehenden hyperbolischen Sekundärspiegel eine Ritchey-Chrétien-Cassegrain-Konfiguration mit Blendenzahl f/11 und einem Gesichtsfeld von 15 Bogenminuten gefahren. Ein zusätzlicher Planspiegel erlaubt entweder die Nutzung beider Nasmyth-Plattformen oder zweier Cassegrain-Stationen, jeder mit einem Gesichtsfeld von 5 Bogenminuten.
Das Teleskop kann auch in Weitwinkelkonfiguration betrieben werden, wobei dann direkt im innenliegenden Primärfokus aufgenommen wird und dort eine dreielementige Korrekturlinse vorgeschaltet wird. Dadurch wird eine effektive Blendenzahl von f/2,8 erreicht mit einem Gesichtsfeld von 60 Bogenminuten (40 Bogenminuten unvignettiert). Der Wechsel zwischen der Cassegrain- und er Nasmyth-Konfiguration kann innerhalb von Sekunden durchgeführt werden und kann auch während der Beobachtung bewerkstelligt werden; der Wechsel von Sekundärfokusbeobachtung zur Weitwinkel-Schmidt-Teleskop-Konfiguration im Primärfokus benötigt für den Umbau etwa 30 Minuten und wird während des Tages außerhalb der Beobachtungszeit durchgeführt.
Eine spätere Einführung einer Coudé-Konfiguration, zur optischen Interferometrie, wie auch eines Nickspiegels mit einem f/35 Sekundärspiegel für Infrarotbeobachtung überstanden die jeweilige Planungsphase nicht.

### Montierung
Das optische System wiegt alleine 79.513 kg und wird geführt in einer Altazimut-Montierung, was insgesamt zu einer bewegten Masse von 186.250 kg inklusive der Instrumente führt.
Bereits in den 1970er Jahren konnte unter anderem beim Multiple/Magnum Mirror Telescope gezeigt werden, dass gegenüber der traditionellen parallaktischen Montierung durch die Altazimut-Montierung bei größeren Teleskopen signifikant Gewicht und dadurch letztlich auch Kosten eingespart werden konnten. Nichtsdestotrotz benötigt die Altazimut-Montierung permanente, computergesteuerte Nachjustierung aufgrund von Rotationseffekten an jedem der Brennpunkte und sie besitzt zudem einen blinden Fleck in einem 0,2° Radius um den Zenit, wo die Antriebsmotoren nicht mehr mit der Sternbewegung mithalten können (der Antrieb besitzt eine Maximalgeschwindigkeit von 1°/s auf jeder Achse). Die Montierung dabei ist derart fein ausbalanciert, dass die Gesamtmasse von Hand auch ohne maschinelle Unterstützung bewegt werden kann. Mithilfe der Leitstern-Rückkopplung kann die Montierung mit einer Genauigkeit 0,03 Bogensekunden positioniert werden.

### Kuppel

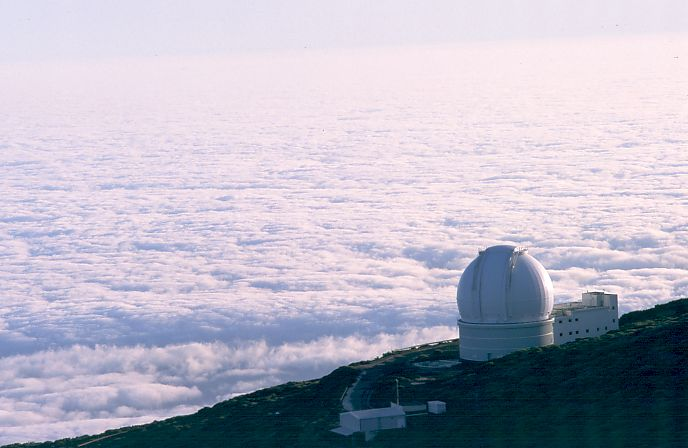
Die Kuppel des WHT über einem Meer von Wolken

Das Teleskop selbst befindet sich in einer zwiebelturmartigen Stahlkuppel mit einem inneren Durchmesser von 21 m, hergestellt von der Firma Brittain Steel.
Die Montierung steht auf einem zylindrischen Betonfundament, das Rotationszentrum befindet sich in einer Höhe von 13,4 m über dem Bodenlevel, um so die Luftturbulenzen nahe dem Boden vom Teleskop fernzuhalten und somit ein besseres Seeing zu ermöglichen.
Ein konventioneller, 6 m breiter, nach oben und unten klappbarer Verschluss mit Windschutz, mehrere große Lüftungsöffnungen mit Abluftventilatoren zur Wärmeregulierung und ein Kran mit einer Tragfähigkeit von 35 t (zum Bewegen des Hauptspiegels) sind vorhanden. Die Größe und Form des Verschlusses ermöglichen Beobachtungen bis zu 12° über dem Horizont, was einer Luftmasse von 4,8 entspricht. Die gesamte bewegte Masse der Kuppel, die auf einem dreistöckigen zylindrischen Gebäude montiert ist, beträgt 320 Tonnen. Die Kuppel wurde so konzipiert, dass sie die Windbelastung minimiert und bei schlechtem Wetter unter Eismassen mit einem Gewicht ähnlich ihrem eigenen standhalten kann. Das Teleskop und die Kuppel ruhen auf getrennten Gründungen, die 20 m tief in den vulkanischen Basalt getrieben wurden, um zu verhindern, dass durch die Rotation der Kuppel oder durch Windeinflüsse auf das Gebäude verursachte Vibrationen die Ausrichtung des Teleskops beeinträchtigen.
An die Kuppel ist ein dreistöckiges, rechteckiges Gebäude angebaut, in dem der Kontrollraum des Teleskops, der Computerraum, die Küche und weitere Räume untergebracht sind. Im Inneren der Kuppel ist fast keine Anwesenheit von Personal erforderlich, was bedeutet, dass die Umweltbedingungen sehr stabil gehalten werden können. Dadurch erhält der WHT ein perfektes Seeing. Dieses Gebäude beherbergt auch ein CCD-Sensor-Labor und eine Anlage zur Erneuerung der Beschichtung des Teleskops. Da das WHT über den größten Einzelspiegel des Observatorio del Roque de los Muchachos verfügt, hat diese Anlage einen Vakuumbehälter, der groß genug ist, um die Spiegel aller anderen Teleskope auf dem Berg aufzunehmen. Daher haben alle anderen Teleskope des Observatoriums, ausgenommen das Gran Telescopio Canarias, einen Vertrag mit der WHT-Anlage abgeschlossen, um ihre Spiegel zu beschichten.

## Betrieb

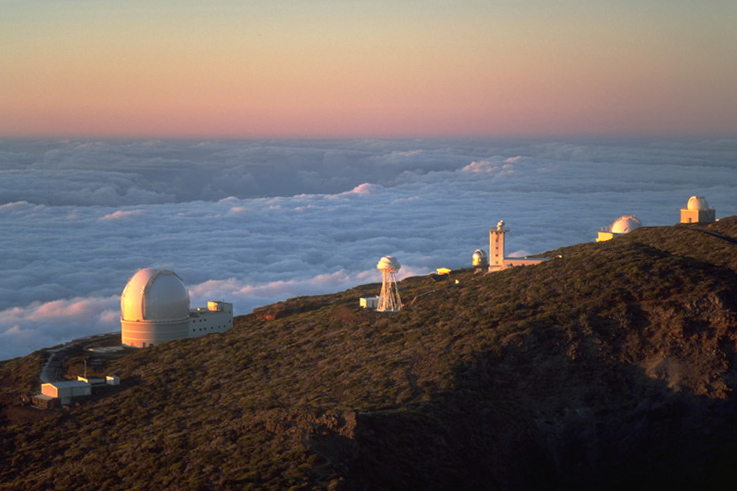
Teil des Observatoriums Roque de los Muchachos, einschließlich der Isaac-Newton-Teleskopgruppe. Das William-Herschel-Teleskop ist die große Kuppel auf der linken Seite, das Isaac-Newton-Teleskop ist das zweite von rechts und das Jacobus-Kapteyn-Teleskop befindet sich ganz rechts.

Das WHT wird von der Isaac Newton Group of Telescopes (ING), zusammen mit dem 2,5-m-Teleskop Isaac Newton und dem 1,0-m-Teleskop Jacobus Kapteyn, betrieben. Die Büros und die Verwaltung befinden sich eine Autostunde entfernt in Santa Cruz de La Palma, der Hauptstadt der Insel. Die Finanzierung erfolgt (Stand 2008) durch den britischen Science and Technology Facilities Council (STFC, 65 %), die niederländische Nederlandse Organisatie voor Wetenschappelijk Onderzoek (NWO, 25 %) und das spanische Instituto de Astrofísica de Canarias (IAC, 10 %). Die Nutzungsdauer wird im Verhältnis zu dieser Finanzierung aufgeteilt, wobei Spanien als Gegenleistung für die Nutzung des Observatoriumsgeländes eine zusätzliche Zuweisung von 20 % erhält. Weitere fünf Prozent der Beobachtungszeit sind für Astronomen anderer Nationalitäten reserviert. Als wettbewerbsfähiges Forschungsteleskop ist das WHT sehr gefragt und erhält in der Regel drei- bis viermal so viele Anträge auf Beobachtungszeit, als tatsächlich verfügbar sind.
Die überwiegende Mehrheit der Beobachtungen wird durch die Besucher selbst durchgeführt. Eine Umstellung auf den Service-Modus (d. h. Beobachtungen, die von Mitarbeitern der Sternwarte im Auftrag von Astronomen durchgeführt werden, die nicht zum Teleskop reisen) wurde erwogen und aus wissenschaftlichen und betrieblichen Gründen abgelehnt.

## Instrumente
Das WHT ist mit einigen wissenschaftlichen Instrumenten ausgestattet, die den Astronomen eine Reihe von Möglichkeiten bieten. Folgende Instrumente werden derzeit (Stand 2022) genutzt:
ACAM
Auxiliary-port CAMera – optischer Imager/Spektrograf, mit Breitband- und Schmalbandabbildung über ein 8'-Feld und Spektroskopie mit niedriger Auflösung (R < 900). Fest montiert an einem der Broken-Cassegrain-Brennpunkte.
ISIS
Intermediate dispersion Spectrograph and Imaging System – Optischer Zweistrahl-Spektrograph mit mittlerer Auflösung (R = 1.800-20.000) und langem Spalt. Montiert im Cassegrain-Fokus. ISIS war eines der WHT-Instrumente der ersten Generation.
LIRIS
Long-slit Intermediate Resolution Infrared Spectrograph – Nahinfrarot-Bildgeber/Spektrograf, mit Bildgebung über ein 4'-Feld, spektraler Auflösung R = 700-2500, Spektropolarimetrie und Langspalt- und Multi-Objekt-Spaltmasken. Montiert im Cassegrain-Fokus.
WEAVE
WHT Enhanced Area Velocity Explorer – ein optischer Multi-Objekt-Spektrograph, der mit Hilfe eines Roboters und optischen Fasern bis zu 1000 Ziele gleichzeitig beobachten kann.
Ab 2022 werden 70 % der Zeit des Teleskops für Durchmusterungen mit WEAVE verwendet werden. Vor der Installation von WEAVE (2020–2022) waren ISIS und LIRIS meistgenutzten Instrumente des WHT, wobei etwa zwei Drittel der gesamten Zeit auf diese beiden Instrumente entfielen.
Darüber hinaus ist das WHT ein beliebtes Teleskop für Einzweck-Besucherinstrumente, zu denen in den letzten Jahren PAUCam, GHαFaS, PNS, INTEGRAL, PLANETPOL, SAURON, FASTCAM und ULTRACAM gehörten. Die Besuchsinstrumente können entweder den Cassegrain-Fokus oder einen der Nasmyth-Foki verwenden.
Ein gemeinsamer Satz von Kalibrierungslampen (Helium- und Neonbogenlampen sowie eine Wolfram-Flachfeldlampe) ist fest an einem der gebrochenen Cassegrain-Foki montiert und kann für jedes der anderen Instrumente verwendet werden.

## Forschung

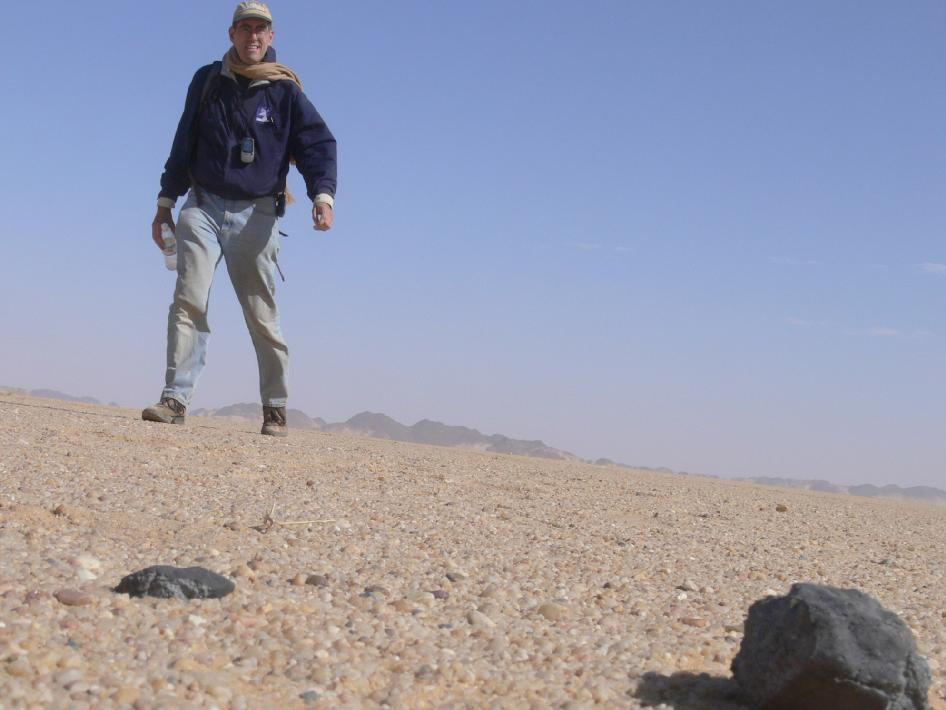
Peter Jenniskens mit einem Fragment von 2008 TC3, einem Asteroiden, der nur wenige Tage zuvor vom WHT beobachtet wurde

Astronomen nutzen das WHT zur Forschung in den meisten Bereichen der beobachtenden Astronomie, einschließlich der Sonnensystemforschung, der galaktischen Astronomie, der extragalaktischen Astronomie und der Kosmologie. Die meisten Instrumente sind so konzipiert, dass sie für eine Reihe unterschiedlicher Forschungsgebiete nützlich sind.
Mit dem WHT wurden einige bedeutende Entdeckungen gemacht. Zu den bemerkenswerten Entdeckungen gehören der erste Nachweis eines supermassereichen Schwarzen Lochs (Sgr A*) im Zentrum der Milchstraße im Jahr 1995 und die erste optische Beobachtung eines Gammastrahlenausbruchs (GRB 970228) im Jahr 1997.
Seit Mitte der 1990er Jahre hat das WHT zunehmend Konkurrenz von neueren 8- bis 10-Meter-Teleskopen bekommen. Dennoch wird mit dem Teleskop weiterhin ein breites Spektrum an Forschung betrieben. In den letzten Jahren 2010 waren dies unter anderem:
- Das SAURON-Projekt, eine Studie zur integralen Feldspektographie von nahen elliptischen und linsenförmigen Galaxien (2001–2010)[23][24]
- Das erste Spektrum eines Asteroiden, der später die Erde traf, 2008 TC3 (2008)[25]
- Das erste Spektrum von Hanny's Voorwerp (2009)[26][27]
- Die Entdeckung, dass diffuse interstellare Banden nicht in zirkumstellaren Hüllen entstehen (2008)[28][29]
- Nachweis, dass WASP-3 b ein Exoplanet ist (2008)[30][31]
- Hochauflösende Spektren der ersten bekannten doppelten Supernova, SN 2006jc (2007)[32][33]

## Zukünftige Entwicklungen
Die kommende Generation von Teleskopen wird eine hochentwickelte adaptive Optik benötigen, um ihr volles Potenzial ausschöpfen zu können. Da das WHT bereits über ein fortschrittliches adaptives Optiksystem verfügt, wird es von den verschiedenen ELT-Programmen. Das Extremely Large Telescope (ELT) der Europäischen Südsternwarte hat mit einem Programm begonnen, das das WHT als Testbed für sein adaptives Optiksystem nutzt und mehrere Nächte pro Jahr für Tests am Himmel vorsieht. Das Projekt umfasst den Bau neuer optischer Experimente an einem der Nasmyth-Brennpunkte und trägt den Namen CANARY. CANARY wird die sogenannte multi-object adaptive optics demonstrieren, die für das EAGLE-Instrument auf dem ELT erforderlich ist.
Eine neue Entwicklung, mit der 2010 begonnen wurde, ist die Implementierung der wide-field multi-object spectroscopy facility (WEAVE), die von einem Konsortium unter britischer Leitung und unter maßgeblicher Beteiligung der Niederlande, Spaniens, Frankreichs und Italiens entwickelt wird und deren endgültige Installation im August 2022 bestätigt wurde. WEAVE wird Spektroskopie mit mittlerer bis hoher Auflösung im sichtbaren Bereich (360-950 nm) für bis zu 1000 gleichzeitige Ziele über ein Sichtfeld von 2 Grad bieten und soll derzeit mehrere Jahre lang betrieben werden.